# Јеловник
Јеловник је писмена понуда угоститељске радње, којој се гостима нуди избор јела који се могу добити дотичног дана, са обавезном ценом. Јеловник пише шеф кухиње у присуству шефа сале. За запослене у кухињи, јеловник представља план рада. Постоје дневни и стандарни јеловник.